# Холмогорская летопись
Холмогорская летопись — русская летопись середины XVI века, оканчивающаяся 1558 годом.

## Текстология
Летопись имеет заголовок: «Книга Летописец Киевский и Володимерский и Московский и всех руских князей…». Датируется по времени окончания известий, ближайшим временем после 1558 года. Известно два списка, Чертковский конца XVI века и Погодинский второй половины XVII века.
Начальная часть вплоть до известий середины XII века близка к известиям Типографской летописи. С середины XII века до конца XIV века видно сходство с Львовской летописью. Известия с конца XIV по конец XV века близки к Вологодско-Пермской летописи. Общерусские известия Холмогорской летописи первой половины XVI века близки с несколькими летописями этого периода, например, со Львовской. Заключительная часть Холмогорской летописи и Двинская летопись XVII—XVIII веков обнаруживают общий источник. 
Источником Холмогорской летописи, предположительно была особая редакция Вологодско-Пермской летописи, оканчивающаяся 1520-и годами и предшествующая её второй редакции. Из этой редакции заимствовано уникальное сообщение Холмогорской летописи о разрыве в 1505 году Москвы и казанского хана Магмед-Аминя, повествования о монастырском строительстве на севере, в том числе о смерти Павла Обнорского и строительстве монастыря Григорием Пельшемским и др., а также о строительстве в 1526 году города на реке Вологде. Источниками Холмогорской летописи были также «Сказание о князьях Владимирских» и Повесть о Флорентийском соборе Симеона Суздальского, «Просветитель» Иосифа Волоцкого, Послание Филофея Псковского Михаилу Мисюрю-Мунехину «на звездочетцев». Материал добавлялся с учётом хронологии. Известия из «Сказания о князьях Владимирских» использованы в разных частях летописи. Некоторые известия периода с конца XV по первую половину XVI века, предположительно, имеют устный источник. Другим существенным источником является Типографская летопись.

## Содержание
Большая часть Холмогорской летописи по своему характеру является общерусским сводом. В содержании летопись выделятся известия о событиях на Русском Севере. Ближе к концу текста эта тематика становится более выраженной. Здесь повествуется о событиях в Холмогорах и Двинской земле, в том числе про великокняжеских наместников.

## Изучение
Согласно Я. С. Лурье, с близким текстом мог быть знаком историк С. М. Соловьёв, который в своей «Истории России с древнейших времён» без указания на источник  привёл цитату о прозвище Ивана III Иван Горбатый, данном ему слепым отцом. В научной литературе Холмогорская летопись впервые упоминается в 1948 году. Первое научное описание сделал Лурье в 1964 году. Чертковский список был найден позднее.

## Издание
- Холмогорская летопись. Двинской летописец // Полное собрание русских летописей. — Л., 1977. — Т. 33. — С. 10—147.